# Vale do Anari
Vale do Anari is een gemeente in de Braziliaanse deelstaat Rondônia. De gemeente telt 9.100 inwoners (schatting 2009).